# Guangfulin

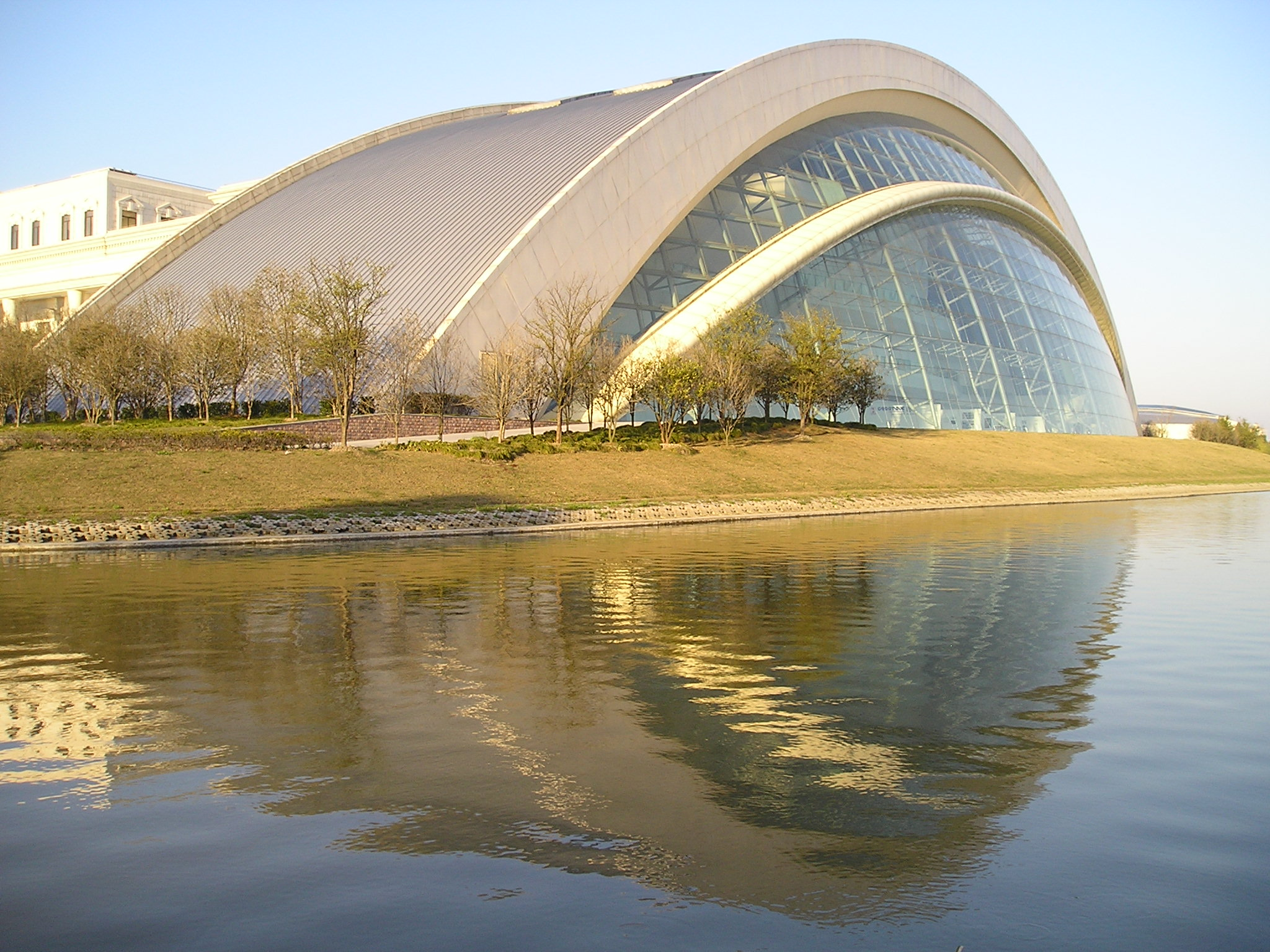
Das CGI-Gebäude des Instituts für Visuelle Künste

Guangfulin (chinesisch 廣富林街道 / 广富林街道, Pinyin Guǎngfùlín Jiēdào) ist ein Straßenviertel im Stadtbezirk Songjiang der chinesischen Stadt Shanghai.
Südlich an die Großgemeinde Sheshan angrenzend hat Guangfulin eine Fläche von 19,05 km² und rund 180.000 Einwohner, davon etwa 100.000 Studierende und Dozenten der Fremdsprachenuniversität Shanghai, der Universität für internationalen Handel und Wirtschaftswissenschaften, der Lixin-Universität für Buchhaltung und Finanzwesen, der Ostchina-Universität, der Universität für Ingenieurwissenschaften Shanghai, der Ostchinesischen Universität für Politikwissenschaft und Recht sowie des Instituts für Visuelle Künste.

## Guangfulin-Stätte

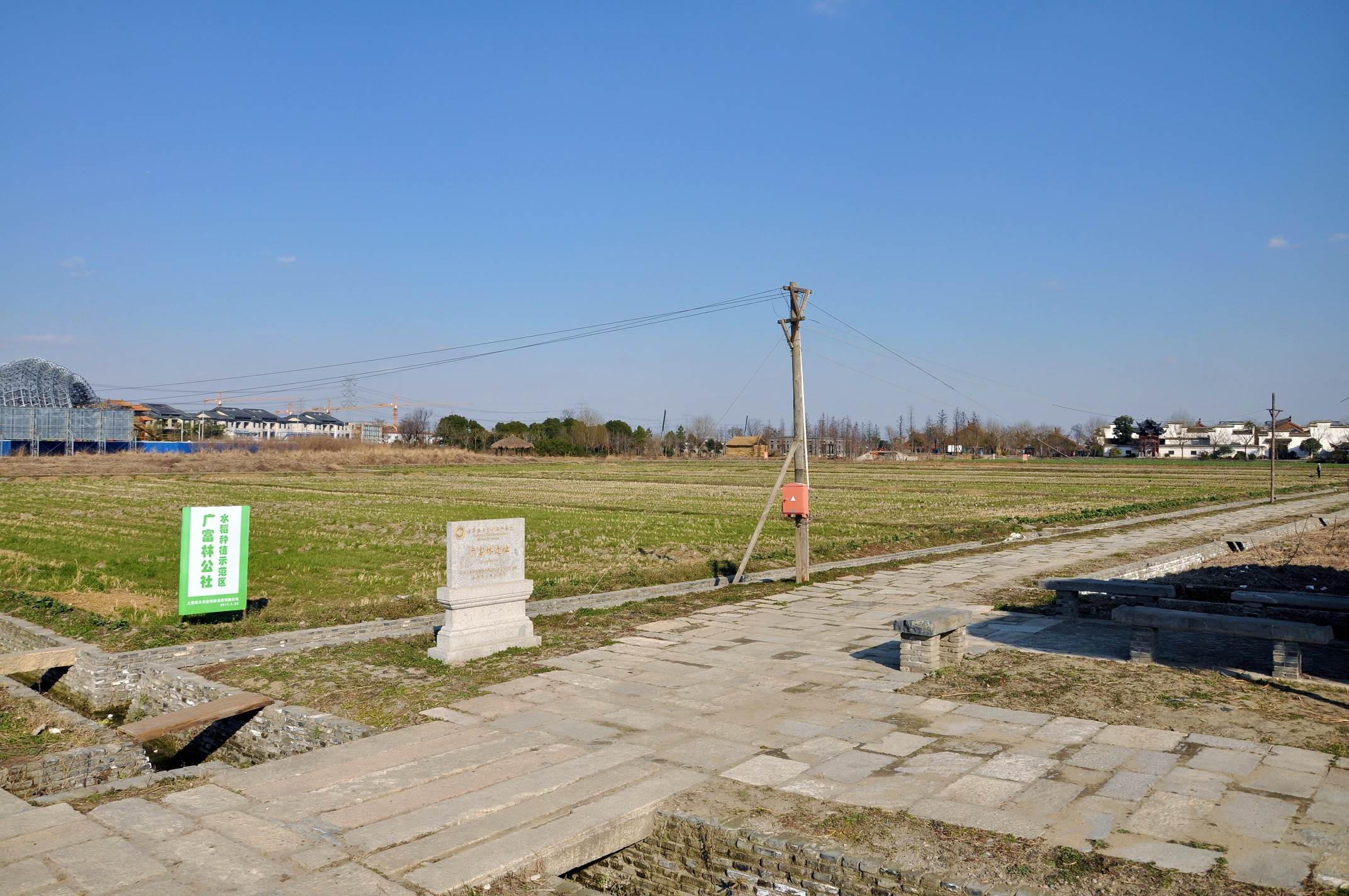
Die Guangfulin-Stätte

Als im Jahr 1958 Anwohner das Shijia-Flüsschen (施家浜) in Richtung auf das Chenshan-Becken (辰山塘) ausbaggerten, stießen sie auf neolithische Objekte, darunter ein schwarzer Keramik-Zun, der mit Abbildungen von Hirschen und einer Streitaxt verziert war. Derartige, schwarze und mit zwei verschiedenen Themen gestaltete Keramik war erstmals 1936 bei Ausgrabungen von Stätten der Liangzhu-Kultur (3400–2000 v. Chr.) aufgetaucht.
1961 machten dann Archäologen vom damaligen Kreismuseum Songjiang und der Denkmalschutzkommission Shanghai eine Probegrabung, wobei sie auf 73 m² diverse Steinwerkzeuge und Keramikgefäße zu Tage förderten. Bei dieser Gelegenheit wurde festgestellt, dass sich die gesamte Stätte über rund 7000 m² erstreckt.
1999 wurden weitere Grabungen durchgeführt, dann wieder 2000/2001, wobei erneut eine große Menge von Steinwerkzeugen gefunden wurde. Bei einer Notgrabung im März 2008 (um Bauaktivitäten zuvorzukommen) wurden Reste von Pfahlbauten und ebenerdigen Häusern entdeckt, sowie in einer Aschegrube Reste von Reis, woraus die Archäologen schlossen, dass die damalige Bevölkerung bereits domestizierten Reis anbaute und mit den ebenfalls gefundenen Steinsicheln erntete. Außerdem wurden in der neolithischen Schicht auch Reste von Leinen und Seide gefunden, was bedeutet, dass man damals bereits Seidenraupen züchtete und den von den Kokons abgewickelten Faden zu Stoffen verwob.
Archäologen gehen davon aus, dass die in Guangfulin ausgegrabene Siedlung der Ursprung des heutigen Shanghai ist; die im Dianshan Hu einige Kilometer weiter westlich gefundenen Steinwerkzeuge sind jüngeren Datums und stammen aus der Shang-Dynastie (1778–1122 v. Chr.). Da sich anhand des Dekors der Keramikgefäße eine Einwanderung aus der nordchinesischen Longshan-Kultur (3200–1850 v. Chr.) nachweisen lässt, wurde bei einer internationalen Konferenz im Juni 2006 beschlossen, diese Mischkultur offiziell als eigenständige „Guangfulin-Kultur“ (广富林文化, Pinyin Guǎngfùlín Wénhuà) zu bezeichnen.
Am 26. Juni 2018 wurde die Guangfulin-Stätte (广富林遗址, Pinyin Guǎngfùlín Yízhǐ) mit von dem Shenzhener Architekturbüro Xidi International (悉地国际) entworfenen Ausstellungshallen und einer Gedenkhalle für den Ming-zeitlichen, aus der Gegend stammenden Beamten, Dichter und antimandschurischen Widerstandskämpfer Chen Zilong (陈子龙, 1608–1647) der Öffentlichkeit zugänglich gemacht.

## Verkehrsanbindung
Guangfulin kann mit der Linie 9 der Shanghai Metro bequem von der Innenstadt aus erreicht werden; die Haltestelle heißt 松江大学城/Songjiang University Town. Um zum Museum zu gelangen, geht man von der Metro-Haltestelle auf der Südlichen Jiasong-Straße etwa 200 m nach Norden, biegt dann nach links in die Guangfulin-Straße ein und folgt dieser in Richtung auf den Zhou-zeitlichen Wachturm.